# 壮瞥駅

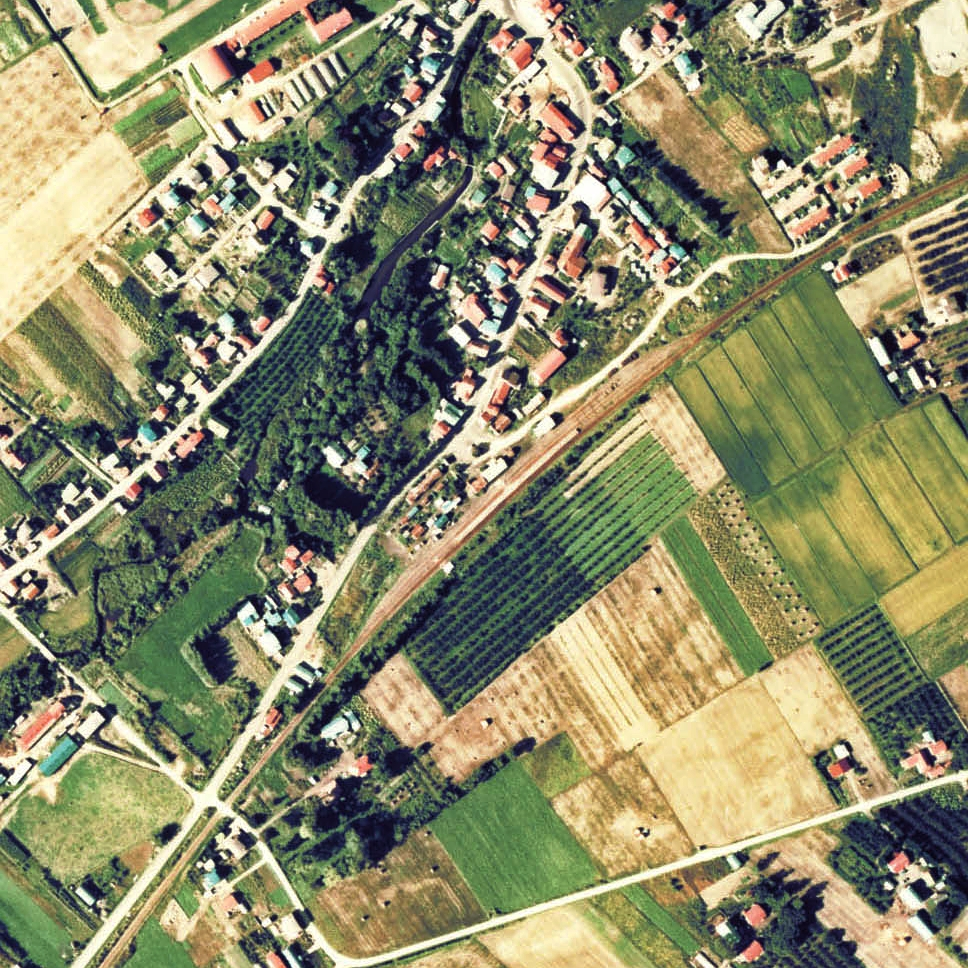
1976年の壮瞥駅と周囲約500m範囲。左下が伊達紋別方面。

壮瞥駅（そうべつえき）は、かつて北海道（胆振支庁）有珠郡壮瞥町字滝之町に設置されていた、日本国有鉄道（国鉄）胆振線の駅（廃駅）である。電報略号はソツ。事務管理コードは▲131902。1980年（昭和55年）9月まで運行されていた、急行「いぶり」の停車駅であった。

## 歴史
- 1940年（昭和15年）12月15日 - 胆振縦貫鉄道紋別駅 - 徳舜瞥駅（後の新大滝駅）間の開通に伴い、開業。一般駅[1]。
- 1943年（昭和18年）から1945年（昭和20年）にかけて、昭和新山の火山活動により、上長流駅 - 当駅間はたびたび線路が崩壊して不通となり、路線変更が繰り返される。
- 1944年（昭和19年）7月1日 - 胆振縦貫鉄道が戦時買収により国有化され、路線名を胆振線に改称、それに伴い同線の駅となる[1]。
- 1971年（昭和46年）10月1日 - 貨物の取り扱いを廃止[1]。
- 1980年（昭和55年）5月15日 - 業務委託駅となる[4]。
- 1984年（昭和59年）2月1日 - 荷物の取り扱いを廃止[1]。
- 1986年（昭和61年）11月1日 - 胆振線の全線廃止に伴い、廃駅となる[2]。

### 駅名の由来
所在地名より。

## 駅構造
廃止時点で、島式ホームの片面を使用する1面1線を有した地上駅であった。ホームは、線路の北東側（倶知安方面に向かって左手側）に存在した。かつては、島式ホーム1面2線を有する列車交換可能な交換駅であった。使われなくなった駅舎側の1線は、交換設備運用廃止後も倶知安方の転轍機と一部の線路が撤去された状態で側線として残っており、保線用モーターカーの留置に使用されていた。
業務委託駅となっており、駅舎は構内の北東側に位置し、ホームとは側線を渡る構内踏切で連絡した。
駅前広場にはオンコ（櫟）の木を囲んだロータリーがあった。

## 利用状況
- 1981年度（昭和56年度）の1日当たりの乗降客数は215人[5]。

## 駅跡
1997年（平成9年）時点では2本のホームが残存しており、旧構内は雪捨て場の広場となっていた。2010年（平成22年）時点ではホームや線路跡は整地され道路に転用されており、道南バスの「壮瞥役場前」バス停留所にも利用されている。
また、当駅跡から伊達紋別方に行った昭和新山の山麓近くに、上長和駅 - 当駅間の線路付け替えの名残として壮瞥川に架かっていた鉄橋の橋台が残存している。1997年（平成9年）時点では現地までの道がなく木々に囲まれており探訪が難しい状況であったが、2011年（平成23年）時点では「昭和新山鉄橋遺構公園」として整備された。
そのほか駅跡の伊達紋別方にある「紫明苑」バス停近くの国道沿いに、線路付け替え前の旧線跡を示す「国鉄胆振線跡」と記された案内塔が建立されている。
旧駅舎は1987年（昭和62年）3月31日に日本テレビで放送された『さよなら大放送 おもしろ国鉄スペシャル』においてオークションに掛けられ、奄美大島の奄美アイランドに移設された。2010年（平成22年）に発生した水害と土砂災害で奄美アイランド全体に甚大な被害があり、旧駅舎も損傷。その後修理され往時と外観は変わっているものの、2020年（令和2年）現在、保存されている。

## 駅周辺
- 北海道道233号伊達洞爺線[9] - 現・国道453号（有珠国道）。
- 北海道道2号洞爺湖登別線[9]
- 北海道道519号滝之町伊達線[9]
- 道の駅そうべつ情報館i(アイ)
- 壮瞥町役場
- 伊達警察署壮瞥駐在所
- 壮瞥郵便局
- 北海道壮瞥高等学校
- 壮瞥町立壮瞥中学校
- 壮瞥町立壮瞥小学校
- 壮瞥神社[9]
- 伊達信用金庫壮瞥支店
- とうや湖農業協同組合（JAとうや湖）壮瞥支所
- ゆーあいの家 - 壮瞥町の第三セクターが運営をしている温泉施設。
- 横綱北の湖記念館
- 壮瞥温泉 - 駅から西に約2.5km[5]。
- 洞爺湖[9]
- 壮瞥川、長流川[9]
- 昭和新山 - 駅から南西に約2km[5]。
- 道南バス「壮瞥役場前」停留所 - 胆振線代替バスのほか、室蘭市方面・洞爺湖温泉方面・洞爺村方面のバスが乗り入れる。

## 隣の駅
日本国有鉄道
胆振線
上長和駅 - 壮瞥駅 - 久保内駅